# Marco Romano (scultore)
Marco Romano (Roma, seconda metà del XIII secolo – Venezia, dopo il 1318) è stato uno scultore italiano.

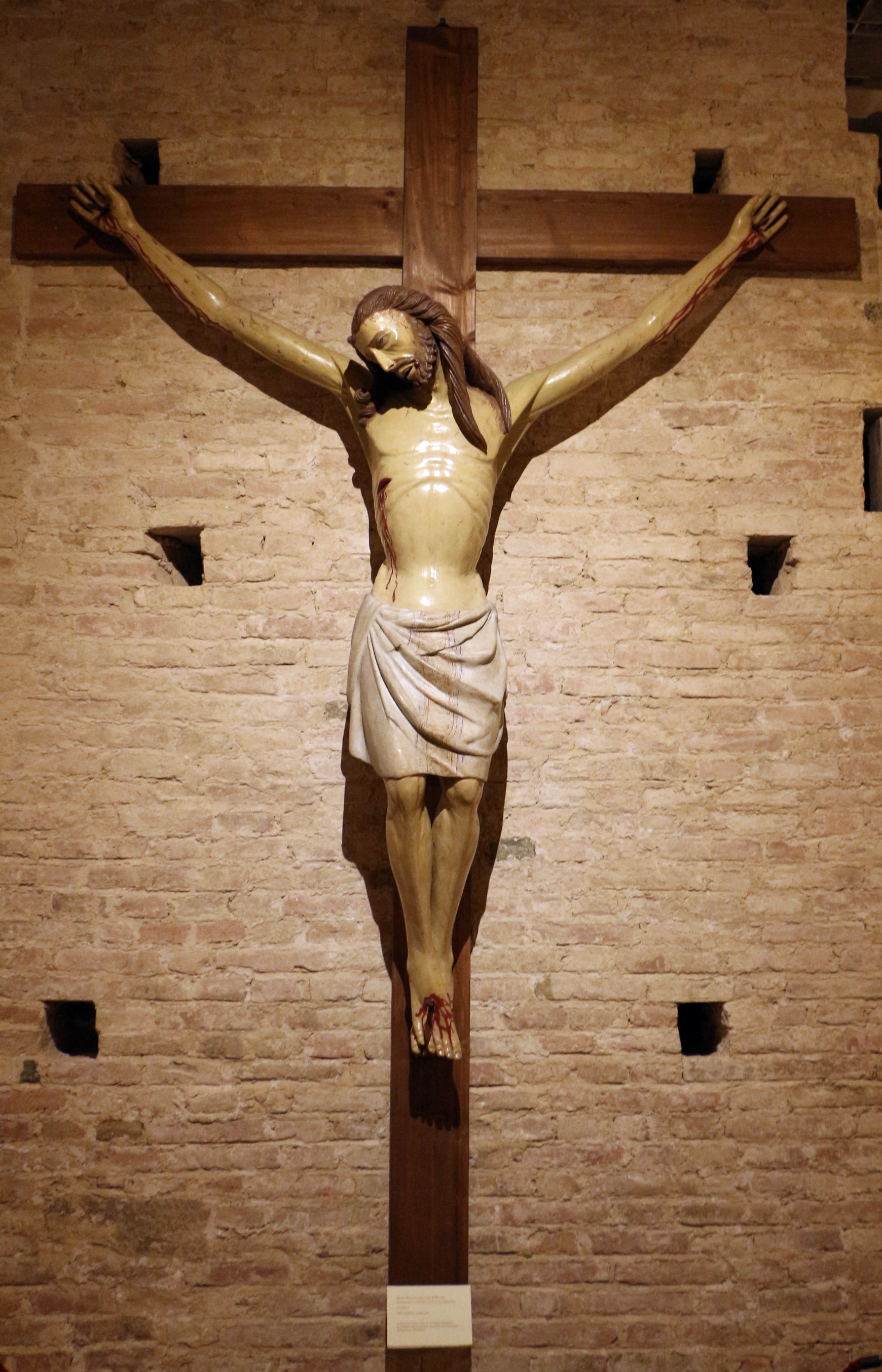
Crocifisso del 1290-1310 (dall'Osservanza a Montalcino)

Scultore itinerante operante in Toscana, Lombardia e Veneto, l'unica opera firmata pervenuta è il san Simeone profeta della chiesa di San Simeone Grande a Venezia. Il suo catalogo fu ricostruito nel 1983 da Giovanni Previtali.

## Biografia
Lavorò nel cantiere di Giovanni Pisano per il duomo di Siena, scolpendo le figure del portale della controfacciata. Chiamato a Cremona da Ranieri Aringhieri, vescovo della città, realizza i santi Imerio e Omobono, oltre alla Vergine col bambino, nel protiro della cattedrale. Dopo il 1309, anno della morte di Beltramo Aringhieri detto messer Porrina, fratello del vescovo cremonese, scolpisce il monumento funebre nella Collegiata di Santa Maria Assunta a Casole d'Elsa (SI), paese d'origine della committenza.
Nel 1318 è a Venezia dove firma il san Simeone nella chiesa di San Simeone Profeta a Venezia, firma apposta in un'iscrizione stilisticamente prossima a quella apparsa nel monumento funebre del vescovo Tommaso d'Andrei scolpita da Gano di Fazio attorno al 1303, sempre nella collegiata di Casole.

## Stile
In netta opposizione con la tensione drammatica della scultura di Giovanni Pisano, Marco Romano si contraddistingue per una forte componente naturalistica di matrice gotica transalpina. Le sue capacità ritrattistiche lo rendono uno dei maggiori artisti operanti a Siena all'inizio del Trecento.